# TMEM250
TMEM250 (англ. Transmembrane protein 250) – білок, який кодується однойменним геном, розташованим у людей на 9-й хромосомі. Довжина поліпептидного ланцюга білка становить 139 амінокислот, а молекулярна маса — 16 083.
| 10         |  | 20         |  | 30         |  | 40         |  | 50         |
| ---------- |  | ---------- |  | ---------- |  | ---------- |  | ---------- |
| MPVMPIPRRV |  | RSFHGPHTTC |  | LHAACGPVRA |  | SHLARTKYNN |  | FDVYIKTRWL |
| YGFIRFLLYF |  | SCSLFTAALW |  | GALAALFCLQ |  | YLGVRVLLRF |  | QRKLSVLLLL |
| LGRRRVDFRL |  | VNELLVYGIH |  | VTMLLVGGLG |  | WCFMVFVDM  |  |            |

A: Аланін

C: Цистеїн

D: Аспарагінова кислота

E: Глутамінова кислота

F: Фенілаланін

G: Гліцин

H: Гістидин

I: Ізолейцин

K: Лізин

L: Лейцин

M: Метіонін

N: Аспарагін

P: Пролін

Q: Глутамін

R: Аргінін

S: Серин

T: Треонін

V: Валін

W: Триптофан

Задіяний у таких біологічних процесах, як взаємодія хазяїн-вірус, клітинний цикл. 
Локалізований у цитоплазмі, ядрі, мембрані.